# Анаткас-Абизово
Анатка́с-Аби́зово (рос. Анаткас-Абызово, чув. Анаткас Хапăс) — присілок у складі Вурнарського району Чувашії, Росія. Входить до складу Апнерського сільського поселення.
Населення — 263 особи (2010; 328 у 2002).
Національний склад:
- чуваші — 98 %